# Hemilandreva lamellipennis
Hemilandreva lamellipennis är en insektsart som beskrevs av Lucien Chopard 1936. Hemilandreva lamellipennis ingår i släktet Hemilandreva och familjen syrsor. Inga underarter finns listade i Catalogue of Life.